# Жук свайный
Жук свайный (лат. Nacerdes melanura) — вид жуков-узконадкрылок.

## Распространение
Распространён во всей Японии, на полуострове Кореи, на юго-востоке, юге и западе Азии, на Кавказе, в Казахстане, Европе и Северной Африки, а также в США. В России распространён в европейской её части и в Западной Сибири.

## Описание
Жук длиной от 9,8 до 13 миллиметров. Тело красно-жёлтые; вершины надкрылий чёрные, по крайней мере заднегрудь и большая часть брюшка зачернены; бёдра, иногда частично голени и лапки затемнены; переднеспинка в передних углах тоже нередко затемнена. Голова и переднеспинка более или менее блестящие, надкрылья матовые. Усики 11-сегментные, обычно не достигают середины надкрылий. Переднеспинка очень слабо поперечная, её медиальная продольная бороздка довольно слабая. Каждое из надкрылий несёт три жилки, наружная не достигает плеча.

## Экология
Личинки развиваются в старой древесине.